# Parlamento de Gibraltar
El Parlamento de Gibraltar es la institución unicameral que ejerce el poder legislativo en el Territorio Británico de Ultramar de Gibraltar. Con el monarca del Reino Unido forma la legislatura de Gibraltar.
Según la constitución de 2006, está compuesto por su Presidente (Speaker), único miembro no electo, y 17 miembros elegidos por sufragio universal directo. En la antigua constitución de 1969, el parlamento se llamaba Asamblea (en inglés: House of Assembly). Se encuentra en el edificio del Parlamento ubicado en la plaza John Mackintosh, la plaza principal de Gibraltar, justo enfrente del Ayuntamiento de Gibraltar.

## Sistema electoral
El Parlamento de Gibraltar está compuesto por 17 escaños que se cubren cada cuatro años mediante votación por mayoría de varios miembros en una circunscripción electoral única que cubre el territorio del Peñón. Se trata del llamado sistema de votación limitada: cada elector dispone únicamente de diez votos, que puede distribuir entre los candidatos de su elección comprobando sus nombres en una única papeleta, a razón de un solo voto para cada uno de ellos. 
Los partidos políticos agrupan los nombres de sus diez candidatos en la papeleta y alientan a sus votantes a emitir un voto grupal por cada uno de sus candidatos, pero los votantes aún pueden recurrir a mezclar candidatos de diferentes partidos. El número de votos limitado a diez empuja a los partidos a no proponer más de diez candidatos para evitar una dispersión de votos. Ningún partido obtiene así más de diez diputados de los diecisiete que componen el parlamento.

## Resultados electorales
El mandato del Parlamento es legalmente de 4 años pero puede disolverse antes del plazo legal.
Las últimas elecciones generales se celebraron el 12 de octubre de 2023. Los resultados fueron los siguientes:
| Partidos políticos            | Partidos políticos                        | Votos   | %      | Escaños |
| ----------------------------- | ----------------------------------------- | ------- | ------ | ------- |
| Socialdemócratas de Gibraltar | Socialdemócratas de Gibraltar             | 86.537  | 48,15  | 8       |
| Alianza                       | Partido Socialista Laborista de Gibraltar | 63.700  | 35,44  | 7       |
| Alianza                       | Partido Liberal de Gibraltar              | 26.241  | 14,60  | 2       |
| Independientes                | Independientes                            | 3.262   | 1,81   | —       |
| Total                         | Total                                     | 179.740 | 100,00 | 17      |